# 5-формилтетрагидрофолатциклолигаза
5-формилтетрагидрофолатциклолигаза, или 5,10-метенилтетрагидрофолатсинтетаза, — фермент, катализирующий преобразование 5-формилтетрагидрофолата (фолиниевой кислоты) в 5,10-метенилтетрагидрофолат, который затем преобразуется в другие восстановленные фолаты в рамках метаболизма одноуглеродных фрагментов.
Реакция:
АТФ + 5-формилтетрагидрофолат (фолиниевая кислота) {\displaystyle \rightleftharpoons } АДФ + фосфат + 5,10-метенилтетрагидрофолат
Фермент принадлежит к подсемейству циклолигаз семейства лигаз - ферментов, катализирующих образование углерод-азотных связей. 

## Заболевания
Мутации гена MTHFS, кодирующего фермент, вызывают недостаточность 5,10-метенилтетрагидрофолатсинтетазы — заболевание, проявляющееся гипомиелинизацией, отставанием в развитии, сниженным ростом, уменьшенной окружностью головы, и эпилептическими приступами. 